# Steve Coast
Steve Coast (nascido em 20 de dezembro de 1980) é um empreendedor britânico e o fundador do projeto de mapeamento colaborativo mundial OpenStreetMap, conhecido como a Wikipédia dos Mapas.

## Infância
Steve Coast cresceu em Walderslade e Londres, Inglaterra.

## Carreira
Coast trabalhou na Wolfram Research antes de estudar Ciência da Computação na University College London (UCL).
Em Julho de 2004 ele fundou o projeto OpenStreetMap (OSM).
Coast criou a Z.X.V. Ltd. com Nick Black, Tom Carden e Ben Gimpert como um consultor de tecnologia em 2005. Em 2008 ele se tornou acionista da CloudMade após investimentos de Nikolaj Nyholm e da Sunstone Capital (reivindicações da empresa de websites criadas em 2007). Steve renunciou à CloudMade em outubro de 2010, embora tenha permanecido como acionista.
Em 23 de novembro de 2010, Steve anunciou que ele aceitou o cargo de Diretor de Arquitetura no Bing Móvel da Microsoft.
Em 3 de setembro de 2013, Coast escreveu em seu blogue que começou a trabalhar na Telenav, cuidando do desenvolvimento do OSM para o navegador Scout da companhia.
Em março de 2014, Coast se tornou conselheiro da Auth0.
Em novembro de 2015, Steve publicou "The Book of OSM", um livro com entrevistas conduzidas por Coast com 15 membros que participam do OpenStreetMap desde o início do projeto.
Em janeiro de 2016, ele deixou a dedicação exclusiva à TeleNav e passou a trabalhar como consultor na Navmii. Em março de 2016, ele começou a trabalhar como evangelizador chefe da what3words.

## Vida pessoal
Em 2008, Steve Coast se mudou para os Estados Unidos, primeiro para São Francisco (Califórnia) e mais tarde para o Colorado. Em novembro de 2010, Coast escreveu que estaria se mudando para Seattle (Washington). Em 2013 ele voltou para o Colorado.